# Governo Adelung
Il governo Adelung fu il governo dello Stato popolare dell'Assia che guidò lo stato dal 14 febbraio 1928 fino al 13 marzo 1933.

## Composizione
| Incarichi governativi   | Nome                  | Partito politico           |
| ----------------------- | --------------------- | -------------------------- |
| Presidente e Istruzione | Bernhard Adelung      | SPD                        |
| Finanza e giustizia     | Ferdinando Kirnberger | Centro                     |
| Interno                 | Wilhelm Leuschner     | SPD                        |
| Lavoro ed economia      | Adolf Korell          | DDP, indipendente dal 1930 |